# 浦沢義雄
浦沢 義雄（うらさわ よしお、1951年1月26日 - ）は、日本の放送作家、脚本家。東京都出身。

## 来歴
高校を卒業後、ゴーゴーダンサーを1年半ほど務めた後、河野洋が立ち上げた会社「ペンタゴン」にて台本運びのアルバイトとして入社。1年半ほど続けた後、河野から「ここで何をするか、はっきりした方がいい」と言われ、「作家になります」と答えて、放送作家への道を歩む。放送作家として『巨泉×前武ゲバゲバ90分!』『カリキュラマシーン』など、数々の番組の構成に参加。脚本家としてのデビューは1979年に日本テレビで放送された『ルパン三世 (TV第2シリーズ)』第68話「カジノ島・逆転また逆転」。
1981年から1993年に放送された東映不思議コメディーシリーズでは、脚本家としては唯一全シリーズに携わり、400本以上の作品を提供した。このうち『ペットントン』『美少女仮面ポワトリン』『不思議少女ナイルなトトメス』『うたう!大龍宮城』は、全話執筆を行なっている。またシリーズ内の『どきんちょ!ネムリン』『うたう!大龍宮城』などでは挿入歌の作詞を手がけた。その縁から、作風が似ている月曜ドラマランド枠の中でも東映制作の作品を多数執筆しており、水木しげる原作『悪魔くん』や、おニャン子クラブ主演「三代目はおニャン子お嬢さま?! 花吹雪893組」を手がけた。以降も特撮やテレビドラマ、映画の脚本を多数執筆する。
1980年代の一時期、「うらさわよしお」名義で活動していた。また、過去には『世にも奇妙な物語』シリーズの第一期脚本も書いている。
1993年からはシリーズ構成・脚本の9割方を手がけるアニメ『忍たま乱太郎』が開始。現在に至るまで四半世紀近く続いており、浦沢の代表作となった。なお『忍たま』はアニメ版のほか2011年に公開された『実写版』やミュージカル版の脚本も何作か手がけている（実写版公開年にはアニメ版長編劇場映画の脚本も執筆）。
2003年には小説『たまご和尚』（絵：タムラノボル）を発表。
2009年7月から、テレビ東京の深夜ドラマ『俺たちは天使だ! NO ANGEL NO LUCK』で、久々に実写ドラマのシナリオを執筆した。当初は半年間担当する予定だったが、諸般の事情により、1クールで降板となった。そのため、浦沢が描いていたGフロンティア事件を終結させた上で、10月以降の2クール目はシチュエーションドラマ『俺たちは天使だ! NO ANGEL NO LUCK 3D』として放送された。
その後は引き続き『忍たま』を主軸に、他のテレビアニメ作品にも時折参加。アニメ映画では2013年4月公開の『クレヨンしんちゃん バカうまっ!B級グルメサバイバル!!』、特撮ドラマには東映のスーパー戦隊シリーズ『海賊戦隊ゴーカイジャー』に2本執筆。実写映画『人間失格』にも参加した。

## 作風
- 主に不条理ギャグやシュールコメディなどを手がける[2][4]。
- 無生物が活躍する作品が多いことについては、「俺の場合、人間が嫌いなんだ。書いてて面白くない。（…）役者の熱演より、鍋が喋った方が面白いだろうって」と述べている[9]。また、放送作家時代に参画していたバラエティ番組『カリキュラマシーン』でタイルや文字、数字が乱舞していたので、無生物を好むのはその影響もあるという。特に自身が家電好きであることから、家電を多用している[3]。無生物路線の中では、不思議コメディーシリーズの『ペットントン』の第30話「横浜チャーハン物語」が、特に気に入っていると回想[10][注釈 3]。2020年の映画『がんばれいわ!!ロボコン ウララ〜!恋する汁なしタンタンメン!!の巻』は久々に中華料理を題材とした内容となったが、これは東映側から提示されたもので、浦沢自身は何十年も前にやり終えたので自分からは書かないと述べている[11]。
- 多くの脚本家が重要視しているドラマ性やキャラクターを深く書くことよりも、アイデアの面白さや話の展開を重視している。「アイデアが書きたいことで、それを書きたいからしょうがなくてドラマ部分を書く。それくらいの気持ち」[9]なのだという。「もともとそんなに話をたくさん作れるようなタイプじゃない。話はだいたい同じパターンの繰り返しでアイデアが変わっているだけ」[9]とも話している。またアイデアは覚えていてもキャラクターそのものは覚えていないと述べる[7]。
- 歌うシーンやミュージカル風の描写も多用するが、歌を入れる理由については「脚本の枚数が少なくて済むから」[2]。また、浦沢自身は音楽やミュージカルは嫌いだが、日活歌謡路線は好きであり影響を受けているという[3]。挿入歌の作詞も多数手がけており、自身ではすべて傑作だと思っている[3]。
- 作中には頻繁にゲイが登場する。『ペットントン』で、レギュラーの少年が主人公の少年に恋していて「可愛いお尻してんな!」とさわったりするが、「意識してやってた。当時子ども番組であそこまでやる人は絶対いなかったから（笑）」と語る[10]。ゲイに関しては、「小学校の時、同級生にオカマがいた」ので得意のネタになったらしい[12]。
- ドライな終わり方を好む。『うたう!大龍宮城』では、「エンディングの歌がラストカットのままの画面に突き放したように流れるのにこだわったんだ。時々、監督たちがそれを意識しないでカット変えたりしちゃうこともあったんだけれどね」という[10]。
- 2019年より『名探偵コナン』のアニメオリジナルエピソードに参加。現在の原作や劇場版などが基本的にシリアスで重厚な作風となっているのに対して、それにそぐわないシュールギャグ調の脚本が多く、浦沢が担当したエピソードは「トンチキ回」として毎回物議を醸している[13]。

## 人物、エピソード
- 脚本家になる以前の経歴は、本人が過去を語りたがらないこともあり詳らかでないが、前述のとおりゴーゴーダンサーであったらしく[5][12]、『はれときどきぶた』や『うたう!大龍宮城』、『ボボボーボ・ボーボボ』、『おろしたてミュージカル 練馬大根ブラザーズ』などの作品にもその影響が見て取れる。過去のプロフィールでは、「クーデターにより失脚し、日本へ亡命した東南アジア某国の王子」と称していたこともある[4]。
- 当初は放送作家や脚本家になろうとは考えていなかったが、アルバイトとして参加した『ゲバゲバ90分』で喰始と知り合い、喰のようなギャグを書きたいと思うようになりコント番組を担当するようになった[7]。アニメについても興味はなかったが、『ルパン三世』の監修をしていた鈴木清順に会ってみたいという思いからの参加であったと述べている[7]。
- 一般的に構成作家は脚本の勉強も行っているが、浦沢は自身が脚本家になれるとは思っていなかったため脚本について全く勉強はしていなかった[2]。デビュー作である『ルパン三世』では前回分の脚本を参考にしながら執筆し、最終的にはほとんど書き直しになったという[2]。自分が手掛けた作品の中では『ルパン三世』がお気に入りの作品に挙げており、2001年のインタビューでは「けっこう楽しんでやってた」と語っている[14]。
- アニメーションの脚本も多数執筆しているが、「アニメはライターよりアニメーターの力のほうが強いから。（…）お手伝いしているという感じだね」と述べており、実写に思い入れがあるという。「俺はやっぱり映画が好きだから、実写なら映画のスタッフをやってるような気持ちになれるから」とも語っている[10]。
- 浦沢の脚本はト書きが簡素であり、監督の演出によって内容が大きく左右されることが多い。浦沢自身は映像のイメージは持っておらず、どう変えてもらっても平気だと述べている[3]。
  - 東映不思議コメディーシリーズや『激走戦隊カーレンジャー』など多数の作品で長年コンビを組んだ坂本太郎は、浦沢の脚本は監督の自由にできる部分が用意されているので楽しく、苦労は多いが達成感も多いと述べている[15]。最初に浦沢の脚本を読んだときは戸惑ったが、段取り通りに撮るのではないということを教えられたという[3]。
  - 『魔法少女ちゅうかなぱいぱい!』『魔法少女ちゅうかないぱねま!』などを撮った三ツ村鐵治は「笑った。」「泣いた。」「歩いた。」「朝になった。」などとだけ書かれたト書きが並ぶ台本に当初は「なんだコレは?」と思ったが、「いざやってみると、すごくやりやすかった」と回想する[16]。
  - 『バッテンロボ丸』『ペットントン』『TVオバケてれもんじゃ』などで組んだ植田泰治プロデューサーは、浦沢のシナリオを「ロクにト書きはないんだけれど（笑）、面白くて、イメージが湧く」と評する[17]。
  - スーパー戦隊シリーズを担当したテレビ朝日プロデューサーの梶淳は、ライバル番組であった不思議コメディシリーズの脚本に興味を持ち『勝手に!カミタマン』の脚本を見たところ、冒頭の2行が「路地裏」「タクアンがサーフィンしている」であったことに衝撃を受けたと述べており、この2行にかなう脚本は見たことがないと話している[18]。
  - 『激走戦隊カーレンジャー』で主演を務めた岸祐二は、浦沢の脚本はト書きや抽象的な言葉が多く、真意を読み解いて演技するという行間を埋める作業が楽しいが、新人であった当初はそれを理解するのに時間がかかったと述べている[19][20]。楽しさを覚えてからは、いかに脚本を変えて監督を笑わせるかと考えており、脚本にも壊していいから好きにやれという浦沢のメッセージを感じ取るようになったという[19]。
  - 東映不思議コメディーシリーズに監督・助監督として参加していた辻野正人は、浦沢の脚本について類を見ない凄さで魅力的な世界であると評しているが、辻野自身が浦沢の脚本回を担当することはなかった[21]。辻野は、新人には荷が重いので会社が気を遣ってくれていたと述べている[21]。
- 初期のテレビシリーズはハコ書きをせずに一気に書き上げていたが、アニメ映画『ルパン三世 バビロンの黄金伝説』ではテレビよりも長いため途中で行き詰まってしまい、それ以後実際には用いなくてもハコ書きを行うようになった[2]。
- 『ふしぎ遊戯』については、とっても!ラッキーマンで組んだ本間道幸から話をもらって、不思議に思わず受けた。浦沢は「原作はしっかりしてるし、面白いんだから。それを崩すのは嫌だなあと思って、原作に忠実にやりました」と答えた。同作を受けたことに浦沢自身は「自分に向いてない」とは思わなかったが、人から言われて「そうかな」と思ったとも答えている[22]。
- シリーズ構成を担当する作品の脚本を、全話手掛けることも多い。業界内では全話書くのは珍しく、ある作品を担当する際に「全話書く」と言ったところ、プロデューサーが困惑し、念のために何かあった場合の為に代打として数名の脚本家を用意しておいたが、見事全話を書ききったという。「気分としては全部自分で書く方がラク。（他の脚本家と分担すると）人のホンを読まなきゃいけないからさ、そういうの苦手なんだ（笑）」という[10]。
- 「脚本を読む能力はない」と自負している[3]。『海賊戦隊ゴーカイジャー』に参加した際は、他の回の脚本を受け取っていたが読んでおらず読んでもわからないと述べている[3]。同作第24話「愚かな地球人」では、当初ゴーカイイエローを主役とした話を依頼されたが「書けない」として全く別の内容となった[3]。
- 初期は作風が理解されず『ロボット8ちゃん』第3話「僕は悪い子 怪ロボット」で「殴ってくれ打ってくれ」と頼むマゾロボットを登場させたことが社内で問題になって一時的に番組を降ろされたり[14][23]、『不思議少女ナイルなトトメス』では子供達の喧嘩の中で「子供の産めない体にしてやる」という台詞を出したためPTAから抗議を受けたことがある。
- Vシネマ『大予言/復活の巨神』は多額の予算をかけた作品で、東映の小林義明監督は当初浦沢にシナリオを依頼。小林はその脚本を気に入ったが、諸事情により見送られ、脚本は江連卓が代わりに担当した[24]。
- スーパー戦隊シリーズ初参加にしてメインライターを務めた『激走戦隊カーレンジャー』は、敵が暴走族である、芋羊羹を食べて巨大化するなど、過去のシリーズとは大きく異なるギャグ色を全面的に押し出した内容であった。浦沢はそれまでスーパー戦隊シリーズをほとんど見たことがなく、自分好みのテイストで書いたとしている[7]。浦沢に声をかけた[14]同番組プロデューサーの髙寺成紀は浦沢に路線変更についてお伺いを立てたが、浦沢に一喝されたという。結果的に『カーレンジャー』は、年間の平均視聴率では戦隊史上ワースト2を記録したものの、初期の作風を変えることなく、ギャグ路線は最終回まで徹底して貫かれた。後に髙寺は、浦沢を「心の師匠」と呼び[25]、「その独自の笑いのセンスもさることながら、裏表がない、潔い人で、自分にとっては“こうありたい大人”の1人」と評している[26]。なお、髙寺は『仮面ライダー響鬼』でも浦沢に執筆依頼を行い、当人からプロットも貰ったが、余りにギャグテイスト満載であったため、「さすがに入りません、すみません!」と丁重にお断りを入れたという[27]。
- 『カーレンジャー』のキャッチフレーズ「戦う交通安全」は浦沢が考案した[7][28]。浦沢は気に入ったフレーズだったが、玩具の箱には特に取り上げられなかったそうで、そのことについては不満が残ったと洩らしている[7][28]。また浦沢はメーカー側には印象がよくなく、そういうコピー向きじゃなかったんだろうなと推察し、「狙いを外したなと思ってる」と語っている[28]。
  - カーレンジャーを題材とした『海賊戦隊ゴーカイジャー』第14話「いまも交通安全」も執筆しているが、浦沢は当時の内容をほとんど覚えておらず、唯一気に入って覚えていたというキャッチフレーズの「戦う交通安全」を題材とした[3]。東映プロデューサーの宇都宮孝明は、浦沢が原典の設定を一番無視していると評する[29]。岸祐二も脚本を読んで「まったく設定を忘れている」と思ったと話している[30]。
- デビュー以来ワープロは使わず、執筆は全て手書きの原稿である。携帯電話やパソコン、DVDプレーヤーも所有しておらず、ビデオデッキも長年壊れたままだという。テレビでアニメーションを見る習慣がないので、自身のアニメ作品は「比較的、観ない」。制作会社より作品サンプルが送られてきても、知人や息子にあげてしまう（たまに息子のPlayStation 2で見る）ともインタビューでは語っている[31]。2001年のインタビューでは「なるべく観ようとは思うんだけど、打ち合せとか次の仕事にかかってたりするから観れないことのほうが多いんだ」とも語っている[14]。
- 『がんばれいわ!!ロボコン』で久々に特撮コメディ作品を手掛けたが、試写を見て撮影がアナログからデジタルへ変化し演出がグレードアップしていることに驚いたと述べている[11]。一方で、本物の食品を使えないことや美少女の女優が顔芸を披露することなどに時代の変化を感じたという[11]。
- 『燃えろ!!ロボコン』『がんばれいわ!!ロボコン』などを手掛けているが、初代の『がんばれ!!ロボコン』には参加しておらず、当時は裏番組である『コント55号のなんでそうなるの?』の放送作家を務めていた[11]。

## 関連、周辺人物
- 長年に渡って、大和屋竺や鈴木に師事していた。浦沢は鈴木が監督した『関東無宿』に感銘を受けており、構成作家から脚本家に転向した理由も鈴木が監修を務めていた『ルパン三世』に参加するためであった[2][7]。『ロボット8ちゃん』や『ルパン三世（TV第2シリーズ）』に参加出来たのは大和屋の縁である。また、鈴木は『美少女仮面ポワトリン』に「神役」でレギュラー出演している。
- 竺の息子の大和屋暁は浦沢に師事していた。浦沢の門下としては他に橋本裕志、静谷伊佐夫、阪口和久、下山健人、ガクカワサキ（脚本家・川崎良の子息）といった面々がいる。また実子の浦沢広平（旧筆名・広平虫）も脚本家として活躍。
  - 下山は、浦沢は直接教えるのではなく現場に叩き込むスタイルであったといい、まず浦沢の担当作品を数本執筆させられ、書けると判断されると他の番組や知り合いの作品に丁稚奉公に出されたと証言している[32]。
  - 大和屋暁が脚本を担当した『快盗戦隊ルパンレンジャーVS警察戦隊パトレンジャー』第31話「自首してきたギャングラー」に登場する怪人ヨシー・ウラザーは、浦沢の名前をもじったものである[33]。
- WAHAHA本舗の主宰者・喰とは放送作家時代からの友人関係にある。その関係からか浦沢の実写作品にはWAHAHA本舗のメンバーが大勢出演している。
- ルパン三世では「ブロードウェイシリーズ」を中心に青木悠三と組むことが多く、浦沢は「演出のいい悪いは分かりませんが、青木さんのは凄い好きでした」と述べている[34]。
- 東映プロデューサーの日笠淳や髙寺（現：角川大映スタジオプロデューサー）、読売広告社プロデューサーの木村京太郎やアニプレックス（現：エイベックス・ピクチャーズ）プロデューサーの勝股英夫との仕事が多い。演出家では、特撮作品の坂本やアニメーションのワタナベシンイチとの付き合いが長い。坂本とは仕事上の付き合いだけでなく、二人で時々酒を飲み交わしている仲でもある。
  - 長年仕事を共にした木村が急逝しその送る会が催された時、『不思議少女ナイルなトトメス』『うたう! 大龍宮城』で浦沢が多用していた「人生は二度ない、三度ある」というフレーズを木村の献花台に捧げたという。
- また、SF作家の山本弘、シナリオライターの岡田惠和、小中千昭、演出兼プロデューサーの高丸雅隆、松木創など、浦沢同様に文筆を主業とする著名人や業界人にもファンが多いことでも知られる。山本は『ギャラクシー・トリッパー美葉』第2巻のあとがきに「浦沢義雄のテイストに挑戦した」と記すほど浦沢を意識していた。また高丸と松木とは後に『美少女戦麗舞パンシャーヌ 奥様はスーパーヒロイン!』で組んだ。

## 主な脚本作品

### テレビアニメ(放映年順)

#### シリーズ構成、及びチーフライター担当作品
- あんみつ姫
- のらくろクン
- らんま1/2[注釈 4]
- 忍たま乱太郎
- 丸出だめ夫[35]
- とっても!ラッキーマン
- カラオケ戦士マイク次郎
- ふしぎ遊戯
- はじめ人間ゴン
- はれときどきぶた（全話執筆）
- たこやきマントマン
- ぐるぐるタウンはなまるくん
- ごぞんじ月光仮面くん
- パラッパラッパー
- ハローキティ りんごの森のファンタジー
- シュガーバニーズ[注釈 5]
- ボボボーボ・ボーボボ
- アークエとガッチンポー
- アークエとガッチンポーてんこもり
- おろしたてミュージカル 練馬大根ブラザーズ（全話執筆）
- 出ましたっ!パワパフガールズZ

#### その他脚本参加作品
- ルパン三世 (TV第2シリーズ)[注釈 6]
- 怪物くん
- 新･ど根性ガエル
- 忍者マン一平
- ルパン三世 PARTIII
- オヨネコぶーにゃん
- らんぽう
- ロボタン
- ホワッツマイケル
- おそ松くん
- がきデカ（OVA版）
- ドクター秩父山
- ひみつのアッコちゃん（二作目）
- GO! レスラー軍団
- たいむとらぶるトンデケマン!
- 平成天才バカボン
- ちいさなおばけアッチ・コッチ・ソッチ
- ノンタンといっしょ
- サイキンポンタ
- クマのプー太郎
- ひみつのアッコちゃん（三作目）
- 小さな巨人 ミクロマン
- レレレの天才バカボン
- デジモンアドベンチャー
- デジモンアドベンチャー02
- デジモンテイマーズ
- ののちゃん
- しあわせソウのオコジョさん
- アソボット戦記五九
- PAPUWA
- ソニックX
- モンキーパンチ漫画活動大写真[注釈 7]
- まじめにふまじめ かいけつゾロリ
- 人造昆虫カブトボーグ V×V
- 祝!(ハピ☆ラキ)ビックリマン
- ファイテンション☆デパート内「アームズラリー」
- ハヤテのごとく!
- BLUE DRAGON
- BLUE DRAGON 天界の七竜
- To LOVEる -とらぶる-
- おねがい♪マイメロディ きららっ★
- 暴れん坊力士!!松太郎
- タイガーマスクW
- つくもがみ貸します
- 名探偵コナン

### 特撮(放映年順)

#### メインライター担当作品
- 東映不思議コメディーシリーズ
  - バッテンロボ丸[注釈 8]
  - ペットントン
  - どきんちょ!ネムリン
  - 勝手に!カミタマン
  - もりもりぼっくん
  - 魔法少女ちゅうかなぱいぱい!
  - 魔法少女ちゅうかないぱねま!
  - 美少女仮面ポワトリン
  - 不思議少女ナイルなトトメス
  - うたう!大龍宮城
  - 有言実行三姉妹シュシュトリアン
- TVオバケてれもんじゃ
- みずいろぞうさん
- 激走戦隊カーレンジャー
- 美少女戦麗舞パンシャーヌ 奥様はスーパーヒロイン!
- Kawaii! JeNny

#### その他参加作品
- 東映不思議コメディーシリーズ 
  - ロボット8ちゃん
  - おもいっきり探偵団 覇悪怒組
  - じゃあまん探偵団 魔隣組
- ビーロボカブタック
- テツワン探偵ロボタック
- 燃えろ!!ロボコン
- 爆竜戦隊アバレンジャー
- 幻星神ジャスティライザー
- 海賊戦隊ゴーカイジャー

### テレビドラマ
- 月曜ドラマランド作品
  - ペットントンスペシャル
  - あ!MYみかん2
  - セーラー服恋愛教室　愛のレッスンA！B!!C!?
  - ボクの婚約者
  - 三代目はおニャン子お嬢様!?花吹雪893組
  - 悪魔くん
- 世にも奇妙な物語『親切すぎる家族』
- DRAMADAS『極道の息子たち』
- 俺たちは天使だ! NO ANGEL NO LUCK

### ビデオ
- 激走戦隊カーレンジャーVSオーレンジャー
- テツワン探偵ロボタック&カブタック 不思議の国の大冒険

### 映画
- バッテンロボ丸 お化けを飼う少女
- ルパン三世 バビロンの黄金伝説[注釈 9]
- 仮面ライダー世界に駆ける
- 結婚 陣内・原田御両家篇
- Jリーグを100倍楽しく見る方法!!
- 映画 忍たま乱太郎
- 東京★ざんすっ 東日暮里5丁目[注釈 10]
- オペレッタ狸御殿
- ゲルマニウムの夜
- 人間失格
- 劇場版アニメ 忍たま乱太郎 忍術学園 全員出動!の段
- 忍たま乱太郎（実写版）
- 仮面ライダー×仮面ライダー ウィザード&フォーゼ MOVIE大戦アルティメイタム「仮面ライダーウィザード」「MOVIE大戦アルティメイタム」
- クレヨンしんちゃん バカうまっ!B級グルメサバイバル!![注釈 11]
- がんばれいわ!!ロボコン ウララ〜!恋する汁なしタンタンメン!!の巻[36][37]

### ゲーム
- TIZ -Tokyo Insect Zoo-
- PAL 神犬伝説
- 特撮冒険活劇 スーパーヒーロー烈伝[注釈 12]

## 主な構成作品
- 巨泉×前武ゲバゲバ90分!
- コント55号のなんでそうなるの?
- カリキュラマシーン
- いたずらカメラだ!大成功
- 欽ドン!
- ひらけ!ポンキッキ[注釈 13]

## 主な作詞

### アニメ、実写作品
- ロボット8ちゃん
  - 赤い夕陽のバラバラマン（1stED 「八手三郎」名義[38]。）
  - 8ちゃん音頭（挿入歌）
- どきんちょ!ネムリン
  - ストップ・ザ・ネムリン（挿入歌）
  - タイムスリップおじさん（挿入歌）
  - 寝不足怪人イビキ（挿入歌）
  - 夢のサクセススクール（挿入歌）
- もりもりぼっくん
  - 明日からムテキ!（挿入歌）
  - 栄光のもりもりぼっくん（挿入歌）
  - サムシング、それは‥（挿入歌）
- じゃあまん探偵団魔隣組
  - 気軽にシリアス（挿入歌）
  - サブマリンマーチ（挿入歌）
  - ジゴマIII世（挿入歌）
  - 救ってジゴマ（挿入歌）
  - マリンのハート（挿入歌）
- うたう！大龍宮城
  - 目を閉じて（挿入歌）
  - ログマ イタコタ（挿入歌）
  - 哀しみと空き缶（挿入歌）
  - メソメソ（挿入歌）
  - ラブ ラブ ラブ（挿入歌）
  - ウニ!ハイ!（挿入歌）
  - この世にまさしく（挿入歌）
  - 私は哀しい（挿入歌）
  - 美しい心（挿入歌）
  - 一番街に（挿入歌）
  - 美しい心 part II（挿入歌）
  - 選ばれし者（挿入歌）
  - 魚が笑った（挿入歌）
  - シーラカンスは昔（挿入歌）
  - するする（挿入歌）
  - ピーター!（挿入歌）
  - 私はヒラマサ（挿入歌）
- ノンタンといっしょ
  - もしも そらから（ED）
- 激走戦隊カーレンジャー
  - 夢見るゾンネット（挿入歌）
- ひみつのアッコちゃん(第3期)
  - わたしの歌を聴いてほしい（ED）
- 爆竜戦隊アバレンジャー
  - 恋するヤツデンワニ（挿入歌)
- オペレッタ狸御殿
  - いつか王子様と……（挿入歌）
  - お好きな髪は？（挿入歌）
  - 思い下りますな（挿入歌）
  - 快羅須山の極楽蛙（挿入歌）
  - 月光浴のノクターン（挿入歌）
  - 恋する炭酸水（挿入歌）
  - 狸の事情、人の事情（挿入歌）
  - 人は病（挿入歌）
  - びるぜん婆々のマイウェイ（挿入歌）
  - 霊峰・快羅須山のララバイ（挿入歌）
  - 私は神になりたい（挿入歌）

### その他テレビ番組
- 天気予報の歌（徳光和夫）（ズームイン!!朝!挿入歌）

### 歌謡曲
- ゴリラの一郎花とさけ（常田富士男）
- くまちゃん（モダンチョキチョキズ）
- 季節はずれのチューリップ（三ツ矢雄二）
- 警察犬レックス（丸山美雄）

### その他
- スカートめくりのスキップ（田の中勇）
- 僕の失恋野球（三ツ矢雄二）
- 栄光のユニホーム（山田俊司、ザ・ブレッスン・フォー）

## 主な著作

### 小説
- 洗濯機の退屈(文芸誌「リトルモア」Vol.1)
- 冷蔵庫の不安(文芸誌「リトルモア」Vol.3)
- たまご和尚（リトルモア）
- オペレッタ狸御殿（河出文庫）
- 金魚姫のシャーベット（wook）[39]
- 北千住物語（wook）[39]
- ぱからん（リトルモア）（原案を担当）